# Colony (Oklahoma)
Pour les articles homonymes, voir Colony.
Colony est un village du comté de Washita, dans l'État d'Oklahoma, aux États-Unis,.

## Démographie
Lors du recensement de 2010, la ville comptait une population de 136 habitants, tandis qu'en 2019, elle est estimée à 129 habitants.